# Маріска (Мерш)
«Маріска» (Мерш) (люксемб. FC Marisca Mersch) — люксембурзький футбольний клуб, який базується у місті Мерш. Клуб грав у Національному футбольному дивізіоні Люксембургу, до якого піднявся з Дивізіону Пошани за підсумками сезону 2022—2023 років.

## Історія
Клуб заснований під сучасною назвою в 1908 році. У 1940 році в рамках германізації Люксембургу клуб «Маріска» перейменували на «Фуссбалклуб Мерш». Після визволення Люксембургу відновлено оригінальну назву «Маріска».
У 1947 році клуб зайняв друге місце в Дивізіоні 2 Серії 1, і вперше піднявся до третього рівня люксембурзького футболу, де команда грала протягом 10 сезонів. У 1963 році команда вперше досягла Дивізіону Пошани, другого дивізіону футбольної піраміди Люксембургу.
У 2012 році «Маріска» дійшла до фіналу «Coupe FLF», кубкового змагання для команд третього-п'ятого дивізіонів системи футбольних ліг Люксембургу. Команда програла у фіналі з рахунком 0-6 клубу «Женесс» (Юнглінстер).
У 2023 році «Маріска» (Мерш) вперше піднялася до Люксембурзького національного дивізіону після того, як зайняла друге місце в сезоні 2022—2023 Люксембурзького Дивізіону Пошани. У 2023 році клуб також вперше дійшов до фіналу Кубка Люксембургу, де програв клубу «Дифферданж 03» з рахунком 2-4.
Клуб з 1989 року грає на стадіоні «Террейн».